# Цифровой износ
Цифровой износ - потеря потребительских свойств цифрового документа (материала) в процессе эксплуатации, в том числе искажение оригинала в процессе копирования. Как и в случае с техникой, цифровой износ зависит от условий и режимов эксплуатации. 
При переходе от аналоговых технологий хранения информации к цифровым, были ожидания того, что информация будет храниться вечно и передаваться без искажений. Однако, в результате цифровизации стало понятно, что используемые технологии не гарантируют неизменности цифровых объектов. В течение всего жизненного цикла цифровые объекты могут подвергаться искажениям. Данное явление не связано с какой-то конкретной цифровой технологией и является аналогом физического износа, который возникает в результате взаимодействия физического объекта с различными физическими факторами. Явление цифрового износа было продемонстрировано Михаилом Елисейкиным на примере фотохостингов, и им же был предложен термин "цифровой износ".  В 2022 году термин был зафиксирован в словаре в монографии "Цифровизация начальной школы: сеанс одновременной игры" 
Проблемы связанные с цифровым износом отмечаются не только в бытовом использовании, но и при решении научных задач. Например, при диагностике онкологических заболеваний  и машинном обучении 